# Orzewo
Orzewo (prononciation : [ɔˈʐɛvɔ]) est une localité polonaise de la gmina de Świdnica dans le powiat de Zielona Góra de la voïvodie de Lubusz dans l'ouest de la Pologne.
Elle se situe à environ 6 kilomètres au nord-ouest de Świdnica (siège de la gmina) et 11 kilomètres à l'ouest de Zielona Góra (siège du powiat et de la diétine régionale).
La localité comptait approximativement une population de 150 habitants en 2006.

## Histoire
Après la Seconde Guerre mondiale, avec les conséquences de la Conférence de Potsdam et la mise en œuvre de la ligne Oder-Neisse, le territoire de la localité est intégré à la République populaire de Pologne. La population d'origine allemande est expulsée et remplacée par des polonais.
De 1975 à 1998, la localité appartenait administrativement à la voïvodie de Zielona Góra.

Depuis 1999, elle appartient administrativement à la voïvodie de Lubusz.